# Битва при Легнице (1241)
О сражении времён Семилетней войны между австрийской и прусской армиями см. Сражение при Лигнице (1760)
Би́тва при Легни́це (польск. bitwa pod Legnicą, нем. Schlacht von Liegnitz, чеш. Bitva u Lehnice) — одно из ключевых сражений западного похода монголов 1236—1242 годов и монгольского похода 1240—1242 годов, целью которого стали владения Даниила Галицкого, Польша и Венгрия. Сражение 9 апреля 1241 года близ силезского города Легница между монгольской армией под командованием Байдара и объединённым польско-немецким войском князя Генриха Благочестивого. Битва закончилась полной победой монголов.
Известна также под названием «битва при Вальштатте». Вальштатт — немецкий вариант польского «Легницкое поле» (или «Доброе поле»). В русской литературе часто встречается вариант «битва при Лигнице», где Лигниц — германизированный вариант польского топонима.

## Предыстория
После взятия Владимира-Волынского в декабре 1240 года монгольская армия разделилась. Мунке и Гуюк вернулись в Монголию, Бату с братьями и Субэдэй с основными силами направились через Карпаты в Венгрию, Кадан — на юг, через Молдавию в Семиградье, а Байдар вторгся в Польшу. В январе 1241 года они заняли Люблин и Завихост, разгромили малопольское ополчение в битве под Турском (13 февраля) и захватили Сандомир. Краковские войска воеводы Владимежа и сандомирские — воеводы Пакослава и кастеляна Якуба Ратиборовича пытались закрыть путь на Краков, но были разбиты соответственно под Хмельником (18 марта) и Торчком (19 марта). 22 марта монголы заняли Краков. В начале апреля Байдар через Ратибург и Ополе прорвался к Вроцлаву.
В городе собрались войска из разных районов страны. Воинами Великой и Малой Польши командовал Сулислав, брат краковского воеводы, верхнесилезским войском — Мешко, нижнесилезским — сам князь Генрих Благочестивый. Болеслав, сын моравского маркграфа Дипольда, предводительствовал иностранным отрядом, куда входили среди прочих французские тамплиеры, горняки из Злотой Гожи, рыцари Тевтонского ордена. Генрих также надеялся на помощь чешского короля Вацлава I, обещавшего присоединиться к нему. Генрих, решив попытать счастья в полевом сражении, не стал оборонять Вроцлав, но горожанам удалось отбить монгольский приступ. Монголы, оставив город в тылу, 9 апреля атаковали войско князя под Легницей. Чешское войско находилось в дне пути от места сражения.

## Ход битвы
Сначала был обоюдный дистанционный обстрел, при котором монгольские войска использовали дымовую завесу, и этим самым запутав европейских стрелков, атаковали с флангов конными лучниками. Рыцари начали атаку вслепую, при этом ударив в монгольский авангард, состоящий из лёгкой конницы, и смяли его. Однако через некоторое время в бой были введены главные силы монголов — тяжеловооружённые всадники, которые нанесли удар с правого фланга, крича на польском языке: «Спасайся, спасайся!» Объединённые войска поляков, тамплиеров и тевтонцев оказались в замешательстве и начали отступать, а затем и вовсе обратились в паническое бегство.
Войско Генриха было наголову разбито монголами, а сам он пал в битве. Труп Генриха опознали по ноге, на которой было шесть пальцев. Его голову насадили на копьё и принесли к воротам Легницы. Для отчётности о потерях врага монголы отрезали у павших по одному уху, собрав 9 больших мешков этих трофеев. Других числовых данных о потерях в битве нет.

## Последствия битвы
После победы монголо-татары в течение двух недель оставались возле Отмухува (Силезия), где Байдар и узнал о приказе Батыя как можно скорее двигаться на юг, на соединение с основными силами в Венгрии. Таким образом, будучи почти на границах Германской империи (у Майсена), монголо-татары были вынуждены резко изменить свой маршрут. Поворот на юг пришёлся на беззащитную Моравию, через которую монголы проследовали в апреле (по другим сведениям в мае) 1241 года. К началу июня корпус Байдара уже точно находился в Венгрии. По пути ими были разгромлены Банска Штьявница, Пуканец, Крупина (в Словакии), а также Опава, Бенешов, Пршеров, Литовел и Евичко (в Чехии).
Смерть князя в битве и отход монголов способствовали появлению мифологической оценки сражения. Мать Генриха, герцогиня Ядвига Силезская (Хедвиг из Андекса) и его жена, Анна Чешская, воздвигли приход и передали его бенедиктинцам монастыря Опатовице близ Градец-Кралове. Служба в память битвы при Легнице справляется в приходе и поныне ежегодно 9 апреля.
Рассказ о том, что после битвы при Легнице часть монгольского войска была разбита чехом Ярославом из Штернберка при Оломоуце в Моравии, несмотря на то, что встречается во многих исторических сочинениях и даже третьем издании БСЭ, представляет собой мистификацию XIX века и восходит к Краледворской рукописи, сочинённой Вацлавом Ганкой.

## Дополнительные сведения
В первоисточниках сообщается о выступлении мокшан на стороне монголов в качестве авангардов (1237), о неких союзных отношениях между мокшей и «германцами» (возможно, Генрихом Благочестивым) и гибели их князя и большей части войска в Германии.
По народному преданию, мокшанские отряды в Германии действовали под руководством Пуреша и его сына Атямаса, которые отказались от участия в битве под Легнице, сославшись на высокие потери, после чего ночью были обманом обезоружены и уничтожены монголами на стоянке.